# 俄国共产党（布尔什维克）中央委员会远东局
俄国共产党（布尔什维克）中央委员会远东局是俄共 (布)在远东共和国的党的领导机关。

## 历史
1920年3月3日，根据俄共 (布)中央委员会的指示，俄共 (布)中央委员会西伯利亚局分出了俄共 (布)远东局。1920年8月，改称为俄共 (布)中央委员会远东局。任务是领导远东共和国的对内对外政策，领导远东共和国人民革命军的军事活动，指导反对白军与协约国干涉军的游击运动。1925年，远东局改为联共 (布)远东边疆区党委。

## 成员
第一届成员有：
- 冈察洛夫（N. K. Goncharov）
- 亞歷山大·米哈伊洛維奇·克拉斯諾曉科夫
- 库什纳耶夫（I. G. Kushnaryov）
- 谢尔盖·格里格利耶维奇·拉佐（俄语：Лазо, Сергей Георгиевич）：1920年3月被日本干涉军在符拉迪沃斯托克逮捕后于铁路蒸汽机车的炉膛内烧死。
- 彼得·米哈伊洛維奇·尼基福洛夫
- 亚历山大·亚历山德罗维奇·谢尔亚莫夫（俄语：Ширямов, Александр Александрович）：伊尔库茨克省革命军事委员会主席

此后，还有：
- 比斯亚尔瑞(В. Г. Бисярин)
- 伊格内修斯·列昂诺维奇·捷瓦洛夫斯基（俄语：Дзевалтовский, Игнатий Леонович），波兰革命者。
- 霍季姆斯基(V. I. Khotimsky)
- 鮑里斯·扎哈羅維奇·舒米亞茨基
- 彼得·费多罗维奇·阿诺金（俄语：Анохин, Пётр Фёдорович）：全俄中央执委会委员，远东局常务书记
- 亚历山大·米哈伊洛维奇·布克（俄语：Буйко, Александр Михайлович）
- 格罗斯曼（S. Ya. Grossman）
- 莫伊斯·伊兹雷利维奇·古拜尔曼（俄语：Губельман, Моисей Израилевич）
- 德尔维格（M.E. Delvig）
- 安德烈·兹纳缅斯基（俄语：Знаменский, Андрей Александрович）
- 科诺平斯基（К. И. Кнопинский）
- 彼得·阿列克谢耶维奇·克波耶夫（英语：Pyotr Kobozev）
- 尼古拉·阿法纳西也维奇·库比雅克
- 马斯连尼科夫（V. A. Maslennikov ）
- 尼古拉·米哈伊洛維奇·馬特維耶夫
- 费多尔·彼得罗夫（俄语：Петров, Фёдор Николаевич）
- 米哈伊尔·阿布拉莫维奇·特里利塞尔
- 舒曼先科（M. S. Sumchenko）
- 雅科夫·詹森（俄语：Янсон, Яков Давидович）